# Andreas Böhm
Andreas Böhm (Darmstadt, 17 de novembro de 1720 – Gießen, 16 de julho de 1790) foi um filósofo, matemático e iluminista alemão.

## Formação e carreira
Depois de estudar filosofia de 1737 a 1740  na Universidade de Marburgo, onde foi aluno de Christian Wolff, obteve um doutorado em filosofia em 1740. Inicialmente lecionou como Privatdozent em Marburg. Em 1744 foi nomeado professor titular de metafísica e lógica na Universidade de Giessen, onde foi dois anos depois também professor de matemática.
No decorrer de sua carreira foi nomeado inspetor da universidade, Professor primarius, verdadeiro Bergrath e em 1778 verdadeiro Geheimrat.
Foi membro de várias sociedades científicas, por exemplo em Erfurt, Frankfurt an der Oder, Giessen e Vlissingen. Também foi membro da Loja Maçônica Zu den drey Löwen em Marburgo.
Fundou também o Gießener Wochenblatt.

## Publicações selecionadas
- Logica. Heinrich Ludwig Brönner, Frankfurt am Main u. a. 1749, (Digitalisat).
- Metaphysica. Krieger, Giessen 1753, (Digitalisat).
- Gründliche Anleitung zur Meßkunst auf dem Felde, samt zweyen Anhängen vom Wasserwägen und von der unterirdischen Meß- oder Markscheidekunst, zum Nutzen derer, denen an der Ausübung dieser Wissenschaften gelegen ist, hauptsächlich aber zum Gebrauche seiner Zuhörer aufgesetzt. Heinrich Ludwig Brönner, Frankfurt am Main u. a. 1759, (Digitalisat).
- Editor: Magazin für Ingenieur und Artilleristen. Vol. 1, 1777 – Vol. 11, 1789, ZDB-ID 515471-6.
- Editor com Franz Karl Schleicher: Neue militärische Bibliothek. 4 Volumes. Neue akademische Buchhandlung, Marburg 1789.